# Miejska Szkoła Rękodzielnictwa i Przemysłu Artystycznego we Wrocławiu
Miejska Szkoła Rękodzielnictwa i Przemysłu Artystycznego we Wrocławiu (niem. Städtische Handwerker- und Kunstgewerbeschule) – niemiecka uczelnia artystyczna kształcąca rzemieślników różnych dziedzin działająca we Wrocławiu w latach 1900–1944.
Otwarta 1 października 1900 r. jako Miejska Szkoła Rękodzielnicza (niem. Städtische Handwerkerschule) kształciła w trybie wieczorowym oraz dziennym: stolarzy, snycerzy, ślusarzy, kowali artystycznych, modelarzy i malarzy dekoracyjnych. Początkowo miała charakter szkoły dokształcającej rzemieślników, jej uczniowie musieli wykazać się co najmniej dwuletnią praktyką, a nauka w niej trwała dwa lub trzy lata. Jej pierwszą siedzibą były pofabryczne oficyny przy Klosterstrasse 19/21 i 23/25 (dziś ul. Traugutta). W roku 1924 otrzymała jeszcze budynek po dawnej szkole ludowej przy Kirchstrasse 1/3 (dziś ul. Bernardyńska). Pierwszym dyrektorem szkoły w latach 1900–1927 był pochodzący z Chemnitz architekt i rysownik-malarz Richard Heyer.
Już w pierwszych latach działalności szkoła zaczęła stopniowo przekształcać się w placówkę o profilu bardziej artystyczno-rzemieślniczym, czego wyrazem była zmiana w roku 1910 nazwy na Miejską Szkołę Rękodzielnictwa i Przemysłu Artystycznego. W połowie lat dwudziestych funkcjonowały w niej klasy o profilach: architektura wnętrz, malarstwo dekoracyjne, batik, rzeźba dekoracyjna, kowalstwo artystyczne, sztuka form metalowych, zdobienie szkła, ceramika, grafika użytkowa i sztuka książki. W latach 1927–1934 dyrektorem szkoły był jeden z czołowych wrocławskich architektów Gustav Wolf, współtwórca modelowego osiedla wystawy „Mieszkanie i miejsce pracy” w 1929.
Szkoła do roku 1932 zmagała się z konkurencją starszej, bo sięgającej tradycjami roku 1791 i bardziej renomowanej Państwowej Akademii Sztuki i Rzemiosła Artystycznego. Sytuacja miejskiej szkoły nie uległa jednak poprawie po tym, gdy państwowa akademia została zamknięta – ją też dotknęły oszczędnościowe restrykcje. Od połowy lat trzydziestych zarządzali nią dyrektorzy komisaryczni, zlikwidowano także część specjalizacji, wprowadzając jedynie dwie nowe: fotografię i modę. Zmieniono wkrótce także nazwę na Szkołę Mistrzowską Niemieckiego Rękodzieła (niem. Meisterschule des deutschen Handwerks). Zakończyła swoją działalność ostatecznie pod koniec roku 1944. Budynek przy ul. Bernardyńskiej uległ zniszczeniu w roku 1945, a budynki przy ul. Traugutta po wojnie przejęła Wyższa Szkoła Sztuk Pięknych.
Profesorami Miejskiej Szkoły Rękodzielnictwa i Przemysłu Artystycznego byli tacy śląscy artyści jak: malarze Ludwig Peter Kowalski i Hans Zimbal, mistrz kowalstwa artystycznego Jaroslav Vonka, rzeźbiarze Richard Schipke, Hans Beyssel i Bruno Zschau, architekt, malarz i rzeźbiarz Gebhard Utinger.